# Papamosques de les Nicobar
El papamosques de les Nicobar (Cyornis nicobaricus) és una espècie d'ocell de la família dels muscicàpids (Muscicapidae). És endèmic de les illes Nicobar. Els seus hàbitats naturals són els boscos tropicals i subtropicals de frondoses humits i els boscos de manglars subtropicals o tropicals. El seu estat de conservació és gairebé amenaçat.